# Lake Wells
Lake Wells är en sjö i Australien. Den ligger i delstaten Western Australia, omkring 920 kilometer nordost om delstatshuvudstaden Perth. 
Omgivningarna runt Lake Wells är i huvudsak ett öppet busklandskap. Trakten runt Lake Wells är nära nog obefolkad, med mindre än två invånare per kvadratkilometer. Genomsnittlig årsnederbörd är 349 millimeter. Den regnigaste månaden är februari, med i genomsnitt 104 mm nederbörd, och den torraste är augusti, med 1 mm nederbörd.